# Wentshukumishiteu
Wentshukumishiteu is bekend van de Inuit-mythologie. Het is een waterelement dat dapper de jongen van dieren beschermt tegen menselijke jagers. Wentshukumishiteu beschermt vooral de otters.